# 필립 크레이그

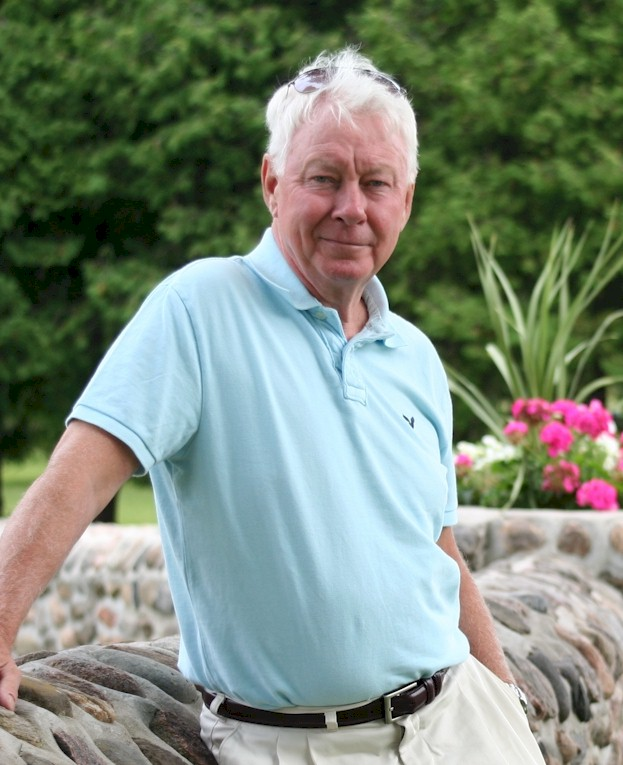

필립 크레이그(Philip Craig, 1950년 9월 3일 ~ )는 캐나다의 배우, 정치인, 텔레비전 배우이다.
본머스에서 태어났다.

## 방송
- 헴록 그로브 시즌2
- 헴록 그로브 시즌1

## 영화
- 시간 여행자의 아내 (2009년)
- 헤이디스 바이러스 (2006년)
- 모리스 리차드 (2005년)
- 신데렐라 맨 (2005년)
- 리뎀프션 (2004년)
- 내 남자친구는 왕자님 (2004년)
- 풀프루프 (2003년)
- 스트리트 타임 (2002년)
- 스파이더 (2002년) - 존 역
- 여섯 쌍둥이는 괴로워 (1999년) - 로렌 스토퍼 역
- 프리 폴 (1999년)
- 스트레인지 저스티스 (1999년)
- 고독한 영웅 (1986년)